# Station Graffenstaden
Station Graffenstaden is een spoorwegstation in de Franse gemeente Geispolsheim. Het station bevindt zich in het noordoosten van de gemeente, in de buurt van de gemeente Illkirch-Graffenstaden.